# Nimrod Borenstein

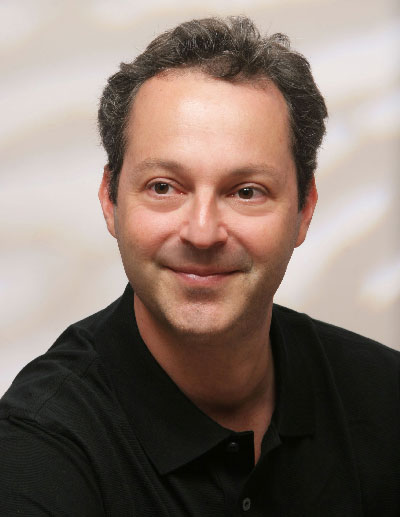
Nimrod Borenstein

Nimrod Borenstein, Hebreeuws נמרוד בורנשטיין, (Tel Aviv, 1969) is een componist en violist met drie nationaliteiten: Brits, Frans en Israëlisch.

## Carrière
Nimrod Borenstein werd in Israël geboren als zoon van de kunstschilder Alec Borenstein (1942). Het gezin verhuisde al snel naar Parijs, waar hij al op driejarige leeftijd met muzieklessen begon. In 1984 won hij een beurs van de Fondation Georges Cziffra. Twee jaar later verhuisde hij naar Londen om zijn studies voort te zetten aan het Royal College of Music bij Itzhak Rashkovsky (viool) en Paul Patterson (compositie), dit laatste dankzij een beurs van de Leverhulme Trust. Borenstein is lid van de Royal Academy of Music.
Borensteins carrière kwam op gang dankzij de steun van onder anderen Vladimir Ashkenazy, die werk van hem dirigeerde met het Philharmonia Orchestra: in 2013 zowel The Big Bang and Creation of the Universe als de wereldpremière van If you will it, it is no dream in de Royal Festival Hall in Londen.
Werk van Borenstein is ook uitgevoerd in het Londense Royal Opera House, de Salle Gaveau in Parijs en Carnegie Hall in New York en staat op het programma van vele muziekfestivals in Europa, waaronder It’s All About Piano in Londen, het International Music Festival in Burgos en het Cellofeest in Belgrado. Zijn Shell Adagio is zijn meest gespeelde compositie. In 2014 ging zijn Vioolconcert in het Sheldonian Theatre in Oxford in première met als solist Dmitry Sitkovetsky. Van dit concert werd een opname gemaakt met soliste Irmina Trynkos en dirigent Vladimir Ashkenazy. Een andere première vond plaats in 2015 met Suspended, speciaal gecomponeerd voor het circus Gandini Juggling's, maar sindsdien meer dan honderd keer uitgevoerd op diverse plaatsen in Europa en daarbuiten.
Borenstein componeert in een postmoderne, eclectische stijl die de grenzen van de tonaliteit niet overschrijdt, volgens een methode die hij "scientific" noemt. In 2017 omvat zijn oeuvre ongeveer 70 opusnummers voornamelijk bestaande uit muziek voor symfonieorkest, kamermuziek, solomuziek en vocale muziek.

## Discografie
- Vioolconcert op. 60, The Big Bang and Creation of the Universe op. 52, If you will it, it is no dream op. 58. Oxford Philharmonic Orchestra o.l.v. Vladimir Ashkenazy, Irmina Trynkos (viool). (Chandos Records, 2017)
- Concert voor piano, trompet en strijkers op. 74. English Symphony Orchestra o.l.v. Kenneth Woods, Simon Desbruslais (trompet), Clare Hammond (piano). (Signum Classics 2017)
- Suspended op. 69. das freie orchester Berlin o.l.v. Laércio Diniz. (Solaire Records, 2015)
- Quasi una cadenza op. 26. Thomas Gould, viool. (Champs Hill Records)
- Duo concertant op. 73. Sanja Romic, hobo & Fionnuala Moynihan, piano. (Hedone Records, 2017)
- Perpetua op. 29 voor fluit, altviool en harp. Debussy Trio. (Klavier Records, 2010)
- Shell Adagio op. 17 voor strijkorkest. Florida All-State MSO o.l.v. James Mick (Mark Records, 2017)